# Hypnum fertile
Hypnum fertile är en bladmossart som beskrevs av Sendtner 1841. Hypnum fertile ingår i släktet flätmossor, och familjen Hypnaceae. Inga underarter finns listade i Catalogue of Life.